# Alia Issa
Alia Issa (arabisch علياء عيسى, DMG ʿAlyāʾ ʿĪsā; * 2001 in Athen) ist eine paralympische Leichtathletin, die in Griechenland geboren ist und deren Familie aus Syrien stammt. Sie war die einzige Frau des Flüchtlingsteams bei den Paralympischen Sommerspielen 2020.

## Leben und Karriere
Issa kam als fünftes Kind syrischer Eltern in Griechenland zur Welt. Ihr Vater hatte Syrien 1996 verlassen und 2000 seine Frau und Kinder nachgeholt. Durch eine Pockenerkrankung im Alter von 4 Jahren und damit verbundenem hohen Fieber erlitt Issa eine Hirnschädigung und war von da an auf einen Rollstuhl angewiesen und in ihrem Sprachvermögen eingeschränkt. Als der Krieg in Syrien ausbrach, beantragte ihre Familie Asyl in Griechenland, das ihnen gewährt wurde.
Durch ihre Schule begann Issa Sport zu treiben. Ihr Sportlehrer Michalis Nikopoulos wurde zusammen mit Dionysios Koumparis ihr Trainer. Sie trainiert im Tyrtaios Sportverein. Nachdem sie mit Boccia begonnen hatte, wechselte sie dann zum Keulenwurf. Ihr Training wurde vom griechischen Paralympischen Komitee unterstützt, das unter anderem ihren Transport zum Training organisierte.
Issa nahm zum ersten Mal 2019 an Wettkämpfen teil, bei denen sie 7 Meter weit warf. Um ein besseres Ergebnis zu erzielen, änderte sie daraufhin ihre Wurftechnik und wirft seitdem über den Rücken. Issa erreichte 2020 mit dieser neuen Technik 14,40 Meter, die Mindestvoraussetzung für die Paralympischen Spiele. 
Issa war die erste Frau, die als Mitglied des Flüchtlingsteams (Refugee Paralympic Team) an Paralympischen Spielen teilnahm. Zusammen mit dem Schwimmer Abbas Karimi war sie Fahnenträgerin ihres Teams bei der Eröffnung der Paralympischen Sommerspiele 2020 in Tokio, die wegen der COVID-19-Pandemie erst 2021 stattfanden. Sie kam in Tokio beim Keulenwurf in der Kategorie F32 mit 16,33 Metern auf Platz 8. 2021 kam sie bei den World Para Athletics Grand Prix in Nottwil (Schweiz) auf 16,40 Meter.
Issa sieht es als ihre Aufgabe, mehr Frauen mit körperlicher Einschränkung zu motivieren, Sport zu treiben, um besser in die Gesellschaft integriert zu werden. Seit 2022 lebt sie in Deutschland.

## Auszeichnungen
Die griechische online Zeitschrift Maxmag zählte 2023 Alia Issa neben Voula Patoulidou, Serena Williams, Nadia Comăneci, Anna Korakaki, und weiteren vier Athletinnen zu den zehn wichtigsten Sportlerinnen, die den Sport veränderten. Besonders hervorgehoben wurde ihr unbeugbarer Wille, gesteckte Ziele zu erreichen.